# Die Nordmänner
Die Nordmänner (deutscher Verweistitel Die Nordmänner – Im Angesicht des Falken, Originaltitel The Norseman) ist ein US-amerikanischer Historien- und Abenteuerfilm aus dem Jahr 1978 von Charles B. Pierce, der auch das Drehbuch schrieb und für die Produktion hauptverantwortlich war. In der Hauptrolle ist Lee Majors zu sehen.

## Handlung
Im 11. Jahrhundert beschließt Thorvald der Kühne, der Sohn des Wikingerkönigs Eurich, nach Nordamerika zu segeln, da er vermutet, dass sein Vater dort gefangen gehalten wird. Zu diesem Zwecke versammelt er seine treuen Gefolgsleute, unter anderen den Bärentöter Ragnar und den Hexenmeister genannt Todesträumer unter seinem Banner. Nachdem die Wikinger das ferne Land erreicht haben, kommt es zu einer von vielen bewaffneten Konfrontationen mit den Einheimischen des Landes. Die Indianer entpuppen sich als blutrünstiger Indianerstamm, die Eurich tatsächlich in ihrer Gewalt haben.

## Hintergrund
Zu Beginn des Films werden wissenschaftliche Fakten zu den Anfängen der Wikingerzeit eingeblendet. So wird der Überfall auf das Kloster von Lindisfarne am 8. Juni 793 n. Chr. historisch korrekt erwähnt. Außerdem wird die Geschichte aus der Niederschrift des jungen Wikingers Eric, gespielt vom Sohn des Regisseurs, erzählt, dessen Stimme gelegentlich aus dem Off zu hören ist. Dies übernimmt in der englischsprachigen Originalfassung der Schauspieler Jesse Pearson.
Im Gegensatz zum heutigen wissenschaftlichen Stand werden die Wikinger mit behörnten Helmen dargestellt.

## Produktion
Gedreht wurde der Film ab dem 13. Februar 1978 in Tampa und New Port Richey in Florida sowie in New Bern, North Carolina. Die Postproduktion erfolgte in Pierces 2-Millionen-Dollar-Einrichtung in Shreveport, Louisiana. Das Filmbudget lag bei 3 Millionen US-Dollar. Der Film war eine Co-Produktion von Charles Pierce und Lee Majors, wobei American International Pictures den Vertrieb übernahm. Es war Pierces erste Zusammenarbeit mit einem großen Hollywood-Studio. Majors sagte, es habe ihm „viel Mut gekostet“, einen Wikinger zu spielen, er sei aber von einer Gage von 500.000 US-Dollar und 10 % Beteiligung am Gewinn überzeugt worden. Später meinte er: „Ich hatte eine kleine Auszeit und sie sagten: ‚Es wird in Florida gedreht, an der Küste dort, außerhalb von Tampa‘, und sie hatten ein paar Tampa Bay Buccaneers, die Wikinger spielen wollten, also ... ich ziehe es an, ich weiß nicht, ich dachte, es würde Spaß machen, also habe ich es getan.“ Majors selbst bemängelte: „Hier gibt es keine Charaktere zu entwickeln und kaum Dialoge, das ist ein Formelfilm“.

## Veröffentlichung
In Deutschland erschien der Film am 10. September 1987, fast zehn Jahre nach der US-Premiere, die am 5. Oktober 1978 stattfand, auf VHS. Am 26. März 2021 erfolgte in Deutschland die Veröffentlichung auf DVD.

## Rezeption
„Mit bescheidenen inszenatorischen Mitteln gefertigter Monumentalfilm, der seine Vorgänger unverhohlen kopiert und außer Langeweile nur Kopfschütteln hervorruft.“

„Ruft nur Kopfschütteln hervor.“

Cinema spottet außerdem: „Möge Thors Hammer die Macher erschlagen.“ Die Los Angeles Times bezeichnet den Film als „mühsames Geschäft“.
Im Audience Score, der Publikumsbewertung auf Rotten Tomatoes, erhielt der Film bei über 100 Bewertungen Wertung von 9 %. In der Internet Movie Database hat der Film bei über 700 Stimmabgaben eine Wertung von 3,7 von 10,0 möglichen Sternen (Stand: 5. August 2022).
In der satirische Filmreihe Die schlechtesten Filme aller Zeiten („SchleFaZ“) wurde der Film in der 10. Staffel am 14. Oktober 2022 ausgestrahlt und kommentiert.